# Gøhlmanns Vandtårn
Gøhlmanns Vandtårn, Gøhlmannstårnet eller Vandtårnet på Gøhlmannsvej er et vandtårn opført i 1916 beliggende på Gøhlmannsvej i Kolding. Vandtårnet er opkaldt efter Peter Jørgen Gøhlmann, der var en betydningsfuld erhvervsdrivende i Kolding gennem mange år.Tårnet er tegnet af Andreas Thomsen Hagerup, som senere tegnede to andre vandtårn for Kolding Kommune[kilde mangler], men var en kopi af et vandtårn i Nykøbing Falster opført i 1908-9. Tårnet ejes nu af TRE-FOR, som i april 2008 fejrede Verdens Vanddag ved at give besøgende adgang til tårnet.

## Arkitektur
Tårnet er ottekantet og opført i røde teglsten som en kopi af Vandtårnet i Nykøbing Falster, hvorfor kommunen blev stævnet af Nykøbing Falster Kommune. Tårnet på Falster var dog opført i jernbeton. Til tårnets udsigtsplatform er der 116 trin og tårnet er prydet med et lanternespir.